# Kent (botanica)
Kent è una cultivar di mango originaria della Florida.

## Storia
L'albero originale, un semenzale della cultivar Brooks, fu piantato nel 1932 sul terreno di Leith D. Kent a Coconut Grove, in Florida. L'albero fruttificò per la prima volta nel 1938. Nel 1945 fu riconosciuto, gli fu attribuito un nome, e fu descritto.
 Kent rapidamente guadagnò popolarità in Florida per il suo gusto eccellente e la sua assenza di fibre. L'albero comunque era suscettibile all'antracnosi, e la scarsa conservabilità del frutto limitarono il suo successo commerciale in Florida.

## Descrizione
L'albero è vigoroso, con una crescita compatta e un portamento verticaleggiante. Può divenire abbastanza alto (oltre i 10 metri) se gli viene permesso di crescere. Generalmente produce grossi raccolti.
Il frutto tipicamente pesa dai 500 ai 750 grammi, ha forma ovale, ed ha un sapore ricco e dolce. Generalmente diviene di colore verde-giallo con alcuni toni rossi quando matura. Il seme è monoembrionico. Matura da luglio ad agosto, qualche volta fino a settembre.